# لیکن اورئوس
لیکن اورئوس، (به انگلیسی: Lichen aureus) که به نام لیکن پورپوریکوس(lichen purpuricus) نیز شناخته می‌شود، نوعی بیماری پوستی است که با یک یا چند ماکول یا پاپول لیکنوئیدی، طلایی رنگ یا زنگ زده، به صورت نزدیک به هم و به‌طور ناگهانی ظاهر می‌شود.

## همچنین ببینید
- بیرون‌زدگی‌های پورپوریک رنگدانه‌ای
- فهرست بیماری‌های پوستی